# Maison de Lorette (Cracovie)
Pour les articles homonymes, voir Lorette.
La Maison de Lorette de Cracovie (en polonais Domek Loretański) est un édifice catholique de style baroque dédié à Notre-Dame de Lorette. Il s'agit d'une réplique de la Sainte Maison de Lorette. 

## Histoire
La Maison de Lorette a été érigée entre 1712 et 1719 par les Frères Capucins. Elle prend le nom de celle de la Sainte Basilique de Lorette en Italie. 

## Galerie

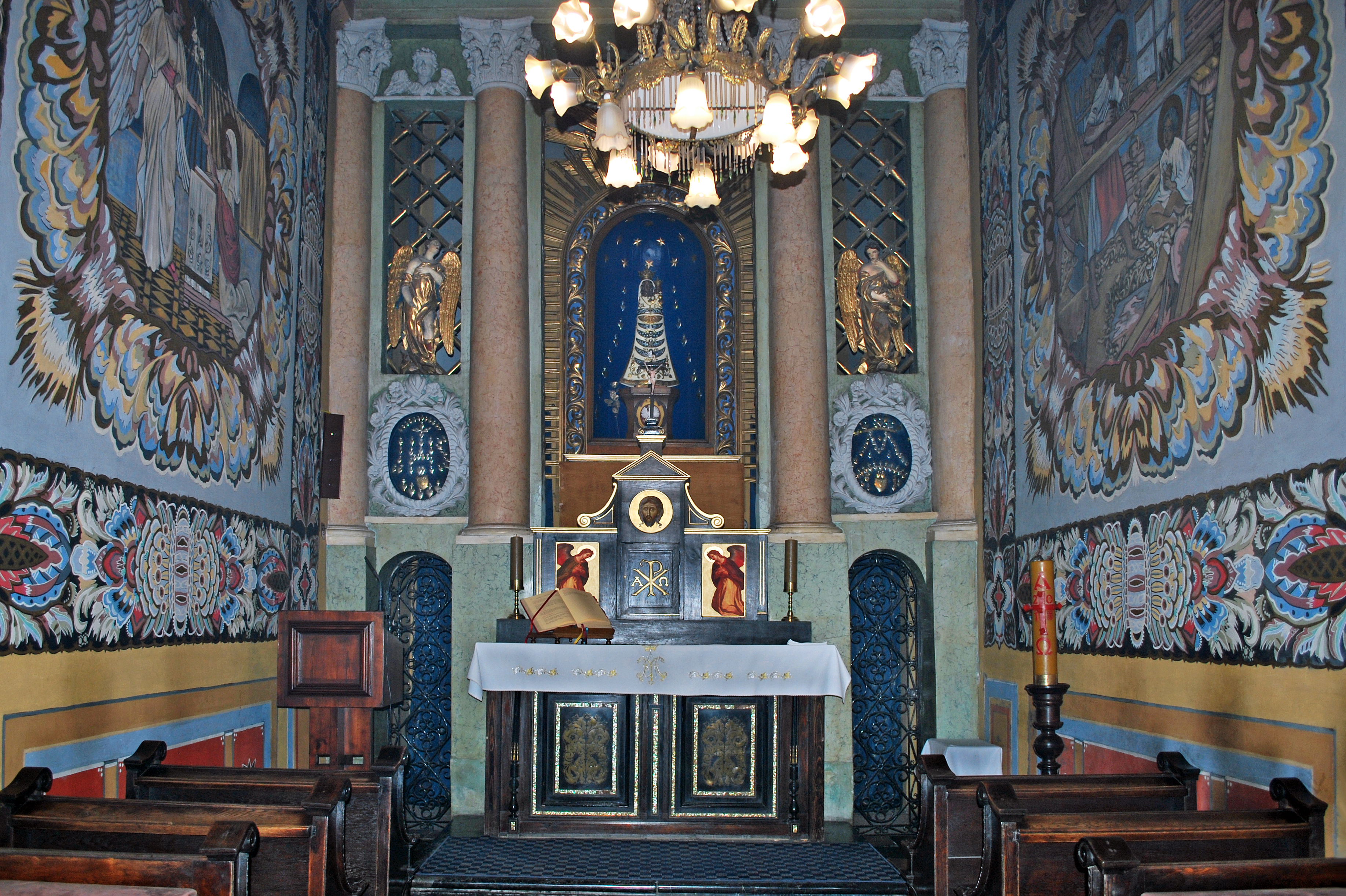
Intérieur de la chapelle
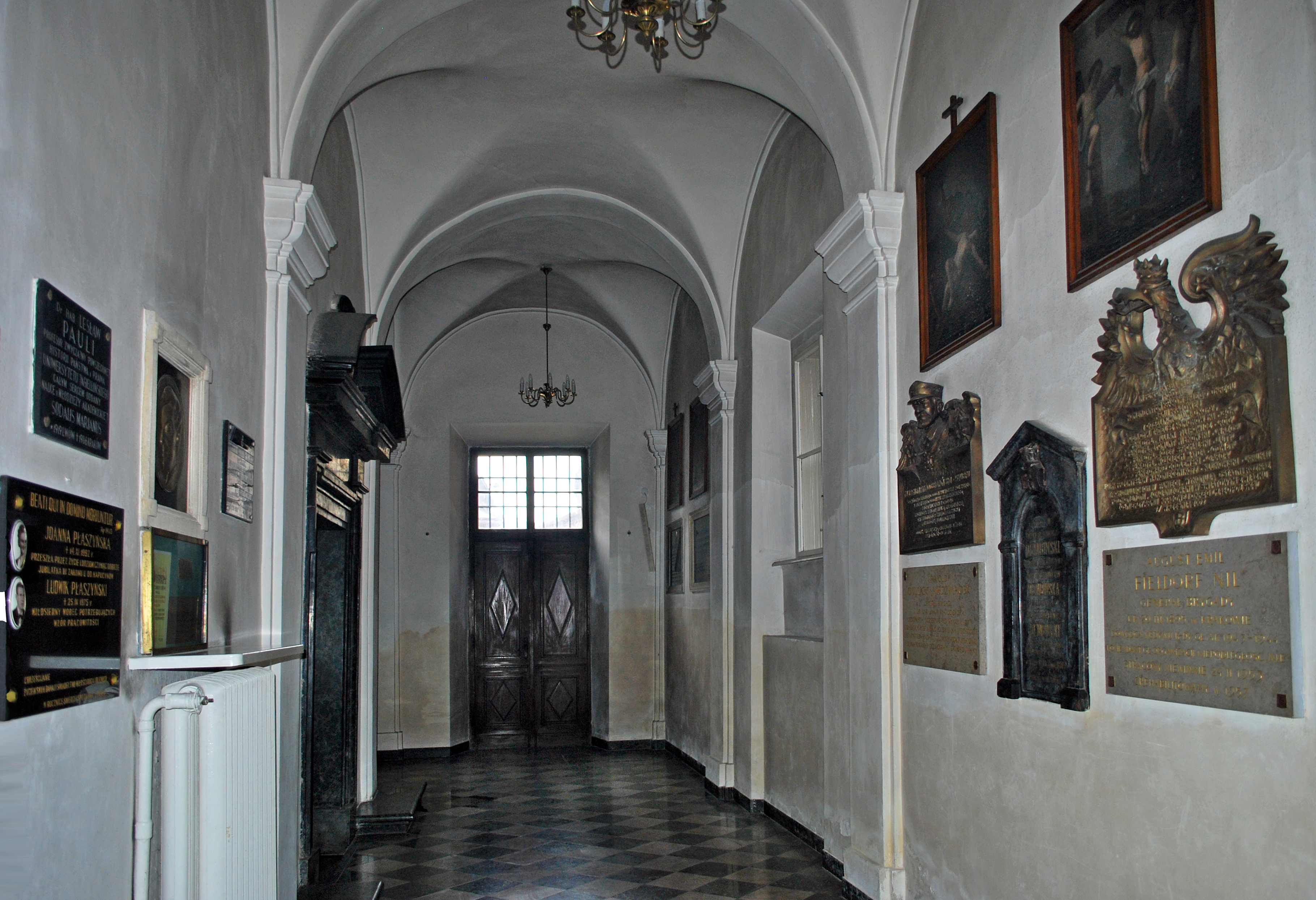
Les cloîtres
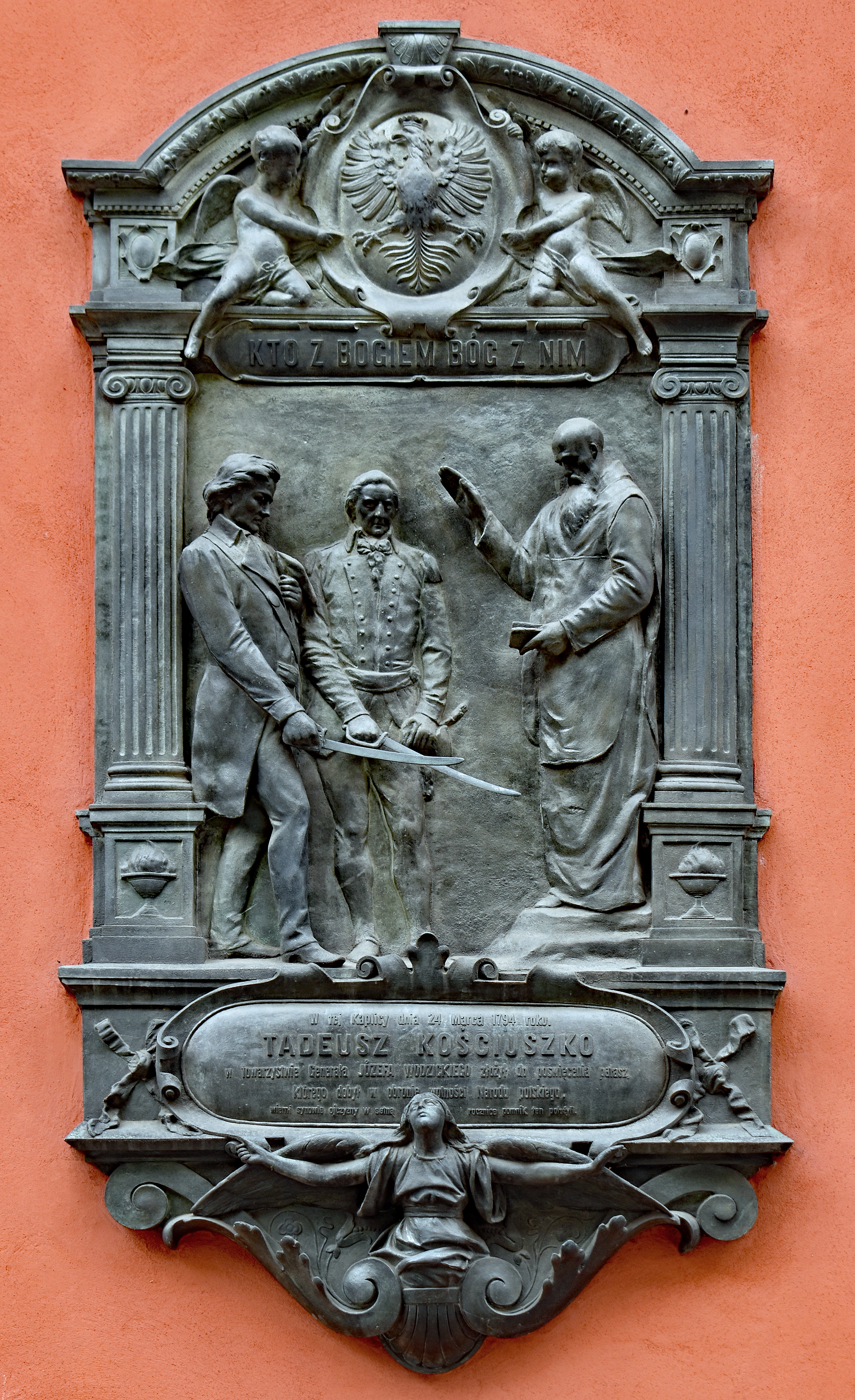
Święcenie pałaszy d’Alfred Daun (1896)

## Littérature
- Page d'accueil de l'église des Capucins